# Лигонье, Джон
Джон (Жан Луи) Лигонье, 1-й граф Лигонье (англ. John (Jean Louis) Ligonier, 1st Earl Ligonier; 7 ноября 1680, Кастр, Франция — 28 апреля 1770, Кобэм, графство Суррей, Великобритания) — британский военачальник французского происхождения, фельдмаршал (30 ноября 1757 года).
Родился в семье гугенотов в городе Кастр (юг Франции); вместе с родителями в конце XVII века эмигрировал в Англию. Сделал блестящую карьеру военачальника, позднее стал активным сторонником министерства Питта-Ньюкасла (1757—1762), которое находилось у власти в Великобритании во время Семилетней войны 1756—1763.

## Армейская карьера
Поступил в британскую армию добровольцем во времена руководства ею герцогом Мальборо. С 1702 по 1710 годы участвовал практически во всех сражениях и осадах Войны за испанское наследство 1701—1714 годов. Во время осады Льежа был одним из первых, кто ворвался в крепость. В битве при Шелленберге (2 июля 1704 года) и в Гохштедтском сражении (13 августа 1704 года) командовал ротой пехоты; во время осады Менина возглавлял обходную колонну; участвовал в битве при Ауденарде (11 июля 1708 года) и в битве при Мальплаке (11 сентября 1709 года) (в битве при Мальплаке его камзол был «прошит» 23 пулями, при этом сам Лигонье остался невредим).
В 1713 году назначен губернатором форта Св. Филиппа (Минорка); в 1719 году стал генерал-адъютантом войск, принимавших участие в Вигской экспедиции (Испания, октябрь 1719), во время которой возглавил штурм Форта Манн.
Два года спустя стал полковником кавалерийского полка Black Horse (теперь 7th Dragoon Guards), который возглавлял более 29 лет. Его полк вскором времени досиг необычайных боевых успехов. В 1735 году получил чин бригадного генерала, в 1739 году произведён в генерал-майоры.
Во время Рейнской кампании 1742—1743 годов сопровождал Джона Далримпла, 2-го графа Стэр (который возглавлял т. н. «прагматическую» армию).
Король Георг II возвёл Лигонье в рыцари-командоры ордена Бани на поле сражения при Деттингене (27 июня 1743 года) — блестящая победа прагматической армии (Австрия, Ганновер, Великобритания) во главе с королём Георгом II над французской армией. В битве при Фонтенуа (11 мая 1745 года) Лигонье командовал всей британской пехотой и помогал советами Уильяму Августу, герцогу Кумберлендскому — Главнокомандующему «прагматической» армией в этом неудачном для союзников сражении.
Во время Якобитского восстания Лигонье был отозван в Англию и возглавил британские войска в the Midlands, но в январе 1746 года был поставлен во главе британских войск и их союзников в Исторических Нидерландах. Участвовал в сражении при Рокруа (11 октября 1746) и как начальник над всей британской кавалерией при Лауфельде (1 июля 1747 года), где он возглавил последнюю кавалерийскую атаку. Во время атаки его лошадь была убита и он попал в плен к французам, но через несколько дней был освобожден.

## Семилетняя война

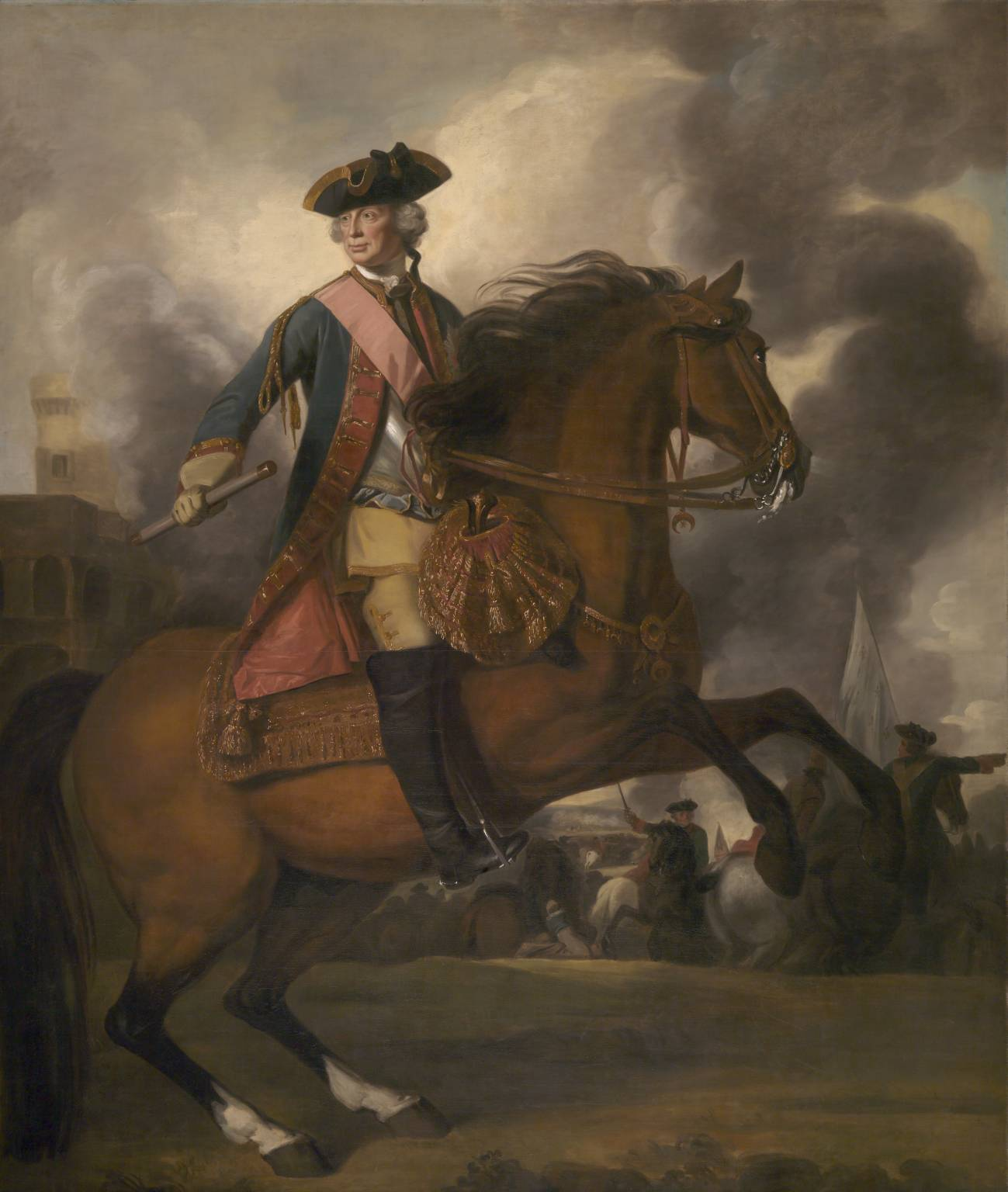
Конный портрет лорда Лигонье кисти худ. сэра Джошуа Рейнольдса, 1760

В 1757 году Лигонье был назначен Главнокомандующим британскими войсками, полковником 1-го пехотного гвардейского полка (1st Foot Guards, теперь Grenadier Guards) и стал виконтом Лигонье Эннискилленским (англ. Viscount Ligonier of Enniskillen) в Ирландии. В 1762 году его титул был изменён на следующий — виконт Лигонье Клонмеллский (англ. Viscount Ligonier of Clonmell). В случае осуществления запланированной высадки французских войск в 1759 году, планировалось назначить Лигонье командующим британскими войскам, но эта высадка была сорвана британским флотом и так и не осуществилась.
С 1759 по 1762 годы Лигонье занимал должность Генерал-фельдцейхмейстера британской армии (англ. Master-General of the Ordnance), в 1763 году получил баронский титул (Англия), а в 1766 году — графский (Англия).
Младший брат Джона — Фрэнсис, был также военным, а его сын наследовал графский титул Лигонье, который не имел наследников.

## В отставке
Последние годы жизни Лигонье провел в своем имении Кобэм Парк в графстве Суррей (Англия), где никогда так не женившийся престарелый граф хвастал своим гаремом молодых девушек.
Лигонье умер в возрасте 89 лет и похоронен в Cobham Church. В его честь в Вестминстерском аббатстве сооружен памятник.